# Dawkinsia assimilis
Dawkinsia assimilis (Syn.: Puntius assimilis) ist ein Süßwasserfisch aus der Familie der Karpfenfische (Cyprinidae). Die Art wurde 1849 durch den britischen Mediziner, Zoologe und Botaniker Thomas Caverhill Jerdon als Systomus assimilis beschrieben. Die Typlokalität liegt in der Nähe von Madikeri im indischen Bundesstaat Karnataka. Die Art ist in den Westghats endemisch und wurde außer an der Typlokalität nur noch im Nethravati River in Coorg (Karnataka), im Bhavani River in der Nähe von Mettupalayam (Tamil Nadu), im Chalakudy River in der Nähe von Vettilapara und im Kallada River in der Nähe von Thenmala in Kerala gefunden. 

## Merkmale
Dawkinsia assimilis wird 11 cm lang und besitzt einen für Barben typischen Körper der mäßig langgestreckten und seitlich abgeflacht ist. Sie unterscheidet sich von anderen Arten der Gattung Dawkinsia durch eine Kombination der folgenden Merkmale: Auf dem oberen und unteren Abschnitt der gegabelten Schwanzflosse findet sich ein schwarzes Band das so breit wie der Augendurchmesser ist. Das Band ist bei Exemplaren aus dem Kallada River nur schwach oder überhaupt nicht ausgebildet. Auf dem Schwanzflossenstiel liegt hinter dem Anfang der Afterflosse ein schwarzer Fleck, der sich über zwei bis fünf Schuppen erstreckt. Vor dem Anfang der Afterflosse zeigen sich keine ausgeprägten Flecken am Körper. Bei ausgewachsenen Männchen aus dem Chalakudy und Kallada River sind die verzweigten Flossenstrahlen der Rückenflosse filamentartig verlängert. Von der Schwarzfleckbarbe (Dawkinsia filamentosus) lassen sie sich durch das unterständige Maul und die längeren Oberkieferbarteln. Die Barteln erreichen bei Dawkinsia assimilis 23,5 – 33,3 % der Kopflänge (vs. 2,8 – 8,1 % bei D. filamentosus) unterscheiden.
Dawkinsia assimilis lebt sowohl in langsam fließenden Gewässern mit schlammigen Böden als auch in relativ strömungsreichen, klaren Gewässerabschnitten mit steinigen Böden. 
Die IUCN klassifiziert die Art als gefährdet (Vulnerable), da alle vier lokal begrenzten Populationen durch Umweltverschmutzung und dem unkontrollierten Fang zu aquaristischen Zwecken bedroht sind.